# 1933 في الولايات المتحدة
فيما يلي قوائم الأحداث التي وقعت خلال عام 1933 في الولايات المتحدة.

## أحداث
- 10 أكتوبر – حادث طائرة خطوط طيران يونايتد في جسترتون

## سياسة

### تعيين في المنصب
- 1 يناير – هنري كابوت لودج الابن عضو مجلس نواب ماساتشوستس.
- 2 يناير – هنري هوبر بلود حاكم يوتا  [لغات أخرى]‏.
- 3 يناير – توماس ماثيو بيري حاكم داكوتا الجنوبية [الإنجليزية]‏.
- 12 يناير – ريتشارد راسيل عضو مجلس الشيوخ الأمريكي.
- 4 مارس – إليانور روزفلت السيدة الأولى للولايات المتحدة.
- 4 مارس – جون نانس غارنر الناطق باسم مجلس النواب الأمريكي.
- 4 مارس – دانيال جيم روبر وزير التجارة الأمريكي.
- 4 مارس – فرانسيس بيركنز وزير العمل الأمريكي.
- 4 مارس – فرانكلين روزفلت رئيس الولايات المتحدة.
- 4 مارس – كورديل هل وزير الخارجية الأمريكي.
- 4 مارس – هاري فلود بيرد عضو مجلس الشيوخ الأمريكي.
- 4 مارس – هنري أغارد ولاس وزير الزراعة في الولايات المتحدة.
- 4 مارس – هوميروس ستيل كامينغز نائب عام الولايات المتحدة.
- 4 مارس – وليام برادلي أومستد عضو مجلس النواب الأمريكي.
- 13 مارس – فرانك هنري كوني حاكم مونتانا [الإنجليزية]‏.
- 3 مايو – نيللي تايلي روس Director of the United States Mint [الإنجليزية]‏.
- 3 أكتوبر – وليام ماريون جاردين Kansas State Treasurer [الإنجليزية]‏.

### انتهاء فترة المنصب
- 1 يناير – انطون سيرماك عمدة شيكاغو [الإنجليزية]‏.
- 1 يناير – روبرت تافت عضو مجلس ولاية أوهايو.
- 2 يناير – جورج هنري ديرن حاكم يوتا  [لغات أخرى]‏.
- 3 يناير – وارن غرين حاكم داكوتا الجنوبية [الإنجليزية]‏.
- 9 يناير – هاري هاينز ودينج حاكم كانساس [الإنجليزية]‏.
- 10 يناير – ريتشارد راسيل حاكم جورجيا [الإنجليزية]‏.
- 10 يناير – هارفي بارنيل حاكم أركنساس  [لغات أخرى]‏.
- 3 مارس – أوغدن إل ميلز وزير الخزانة الأمريكي.
- 3 مارس – كورديل هل عضو مجلس الشيوخ الأمريكي.
- 4 مارس – آرثر ماستيك هايد وزير الزراعة في الولايات المتحدة.
- 4 مارس – باتريك جيه هيرلي وزير حرب الولايات المتحدة.
- 4 مارس – تشارلز فرانسيس آدمز الثالث الأمين العام.
- 4 مارس – جون نانس غارنر عضو مجلس النواب الأمريكي.
- 4 مارس – لو هوفر السيدة الأولى للولايات المتحدة.
- 4 مارس – هربرت هوفر رئيس الولايات المتحدة.
- 4 مارس – هنري ستيمسون وزير الخارجية الأمريكي.
- 4 مارس – وليام د ميتشل نائب عام الولايات المتحدة.
- 4 مارس – وليام غ. كونلي حاكم فرجينيا الغربية  [لغات أخرى]‏.
- 10 مايو – فرانك ميرفي عمدة ديترويت, ميشيغان، عمدة ديترويت.

## ظهور
- 1 يناير – نيوزويك

## أفلام
من الأفلام التي صدرت هذه السنة في الولايات المتحدة:
- 1 يناير – أساءت التصرف معه من إخراج ويل شيرمان.
- 1 يناير – الموكب من إخراج فرانك لويد.
- 1 يناير – سيدة لمدة يوم من إخراج فرانك كابرا.
- 1 يناير – شارع 42 من إخراج بسبي بيركلي، لويد بيكون.
- 1 يناير – مجد الصباح من إخراج ويل شيرمان.
- 1 يناير – نساء صغيرات من إخراج جورج كوكور.
- 7 أبريل – كينغ كونغ من إخراج ميرين كوبر، إرنست بي. شودساك.[1]

## كتب
من الكتب التي صدرت هذه السنة في الولايات المتحدة:
- 1 يناير – أرض الله الصغيرة من تأليف إرسكين كالدويل.
- 27 أكتوبر – الفائز لا يأخذ شيئا من تأليف إرنست همينغوي.

## مواليد

### يناير
- 1 يناير – آرثر واسكو حاخام أمريكي.[2]
- 1 يناير – جاي دون فيرغسون ممثل أمريكي.
- 1 يناير – غوردون شو فيزيائي أمريكي.
- 1 يناير – وليام كويليان لاعب كرة مضرب أمريكي.
- 2 يناير – ريتشارد رايلي سياسي أمريكي.
- 7 يناير – روديل ستيتش ملاكم من الولايات المتحدة الأمريكية.
- 13 يناير – توم غولا سياسي أمريكي.[3]
- 15 يناير – إرنست جينز روائي من الولايات المتحدة الأمريكية.[4]
- 16 يناير – سوزان سونتاج[5]
- 18 يناير – راي دولبي[6]
- 19 يناير – جورج كوين عالم فلك أمريكي.
- 21 يناير – جوزيف آشباك طبيب من الولايات المتحدة الأمريكية.
- 22 يناير – ليني روزنبلوت لاعب كرة سلة أمريكي.
- 27 يناير – توني وينديس لاعب كرة سلة من الولايات المتحدة الأمريكية.
- 30 يناير – سويدي هالبروك لاعب كرة سلة أمريكي.

### فبراير
- 1 فبراير – رينولدز برايس كاتب أمريكي.[7]
- 3 فبراير – بول ساربانس سياسي أمريكي.[8]
- 5 فبراير – ميغيل ديسكوتو بروكمان سياسي أمريكي.[9]
- 6 فبراير – والتر فونتروي سياسي أمريكي.[10]
- 9 فبراير – روني كلير إدواردز ممثلة أمريكية.[11]
- 10 فبراير – جي كونراد ليفينسون كاتب من الولايات المتحدة الأمريكية.
- 13 فبراير – كيم نوفاك ممثلة أمريكية.[12]
- 21 فبراير – نينا سيمون[13]
- 24 فبراير – ليزلي كارلسون ممثل أمريكي.[14]

### مارس
- 5 مارس – دون أندرسون[15]
- 7 مارس – روبرت د. روس ضابط من الولايات المتحدة الأمريكية.
- 9 مارس – جيمس تشارلز فيليبس فيزيائي أمريكي.
- 14 مارس – أدلبرت والدرون
- 14 مارس – كوينسي جونز[16]
- 15 مارس – روث بادر غينسبورغ[17]
- 18 مارس – وين ويلفونج لاعب كرة سلة أمريكي.
- 19 مارس – رينيه تايلور كاتب أمريكي.[18]
- 19 مارس – فيليب روث روائي أمريكي.[19]
- 19 مارس – فيليس نيومان[20]
- 22 مارس – بادي ماكاي سياسي أمريكي.[21]
- 23 مارس – فيليب زيمباردو[22]
- 24 مارس – وليام سميث ممثل أمريكي.
- 29 مارس – بوب شافر لاعب كرة سلة من الولايات المتحدة الأمريكية.
- 31 مارس – أنيتا كارتر مغنية أمريكية.[23]

### أبريل
- 3 أبريل – بوب دورنان سياسي أمريكي.[24]
- 3 أبريل – رون تومسك لاعب كرة سلة من الولايات المتحدة الأمريكية.
- 5 أبريل – فرانك غورشين[25]
- 7 أبريل – واين روجرز ممثل أمريكي.[26]
- 11 أبريل – ميد بارك لاعب كرة سلة أمريكي.
- 15 أبريل – إليزابيث مونتجومري[27]
- 15 أبريل – روي كلارك[28]
- 19 أبريل – جين مانسفيلد[29]
- 21 أبريل – تشاك مينسيل لاعب كرة سلة أمريكي.
- 22 أبريل – مارك ديمون[30]
- 26 أبريل – كارول بيرنت[31]
- 27 أبريل – بوب بوندورانت
- 29 أبريل – ويلي نيلسون

### مايو
- 3 مايو – جيمس براون[32]
- 3 مايو – ستيفن واينبرج[33]
- 7 مايو – جون يونيتاس لاعب كرة قدم أمريكي.[34]
- 7 مايو – روجر بيري ممثل أمريكي.[35]
- 11 مايو – لويس فرخان محمد[36]
- 20 مايو – كونستانس تاورز[37]
- 27 مايو – جيرالد فاينبيرغ فيزيائي أمريكي.[38]

### يونيو
- 1 يونيو – تشارلز ويلسون[39]
- 6 يونيو – كليفلاند ويليامز ملاكم من الولايات المتحدة الأمريكية.[40]
- 8 يونيو – جوان ريفرز[41]
- 8 يونيو – جيم بالمر لاعب كرة سلة من الولايات المتحدة الأمريكية.
- 11 يونيو – جين وايلدر ممثل أمريكي.[42]
- 12 يونيو – إدي آدامز مصور أمريكي.[43]
- 17 يونيو – بوب ارمسترونغ لاعب كرة سلة من الولايات المتحدة الأمريكية.[44]
- 17 يونيو – موريس ستوكس لاعب كرة سلة أمريكي.[45]
- 20 يونيو – بريت هالسي[46]
- 20 يونيو – تشاك دارلنغ لاعب كرة سلة من الولايات المتحدة الأمريكية.
- 20 يونيو – داني أييلو ممثل أمريكي.[47]
- 20 يونيو – روبرت جينجيرارد لاعب كرة سلة من الولايات المتحدة الأمريكية.
- 24 يونيو – سام جونز
- 25 يونيو – جيمس ميريديث[48]
- 27 يونيو – غاري كروسبي[49]
- 29 يونيو – روي هاريس ملاكم من الولايات المتحدة الأمريكية.

### يوليو
- 6 يوليو – آل فيراري لاعب كرة سلة أمريكي.[50]
- 7 يوليو – ديفيد ماكولوغ[51]
- 8 يوليو – بكي بوكهورن لاعب كرة سلة أمريكي.
- 16 يوليو – براد هاريس[52]
- 25 يوليو – إد فليمينغ لاعب كرة سلة من الولايات المتحدة الأمريكية.
- 26 يوليو – إدموند فيلبس عالم اقتصاد أمريكي.[53]
- 30 يوليو – إد بيرنز ممثل أمريكي.[54]

### أغسطس
- 1 أغسطس – دوم ديلويز[55]
- 6 أغسطس – شيلدون أديلسون
- 7 أغسطس – إلينور أوستروم[56]
- 10 أغسطس – تشارلز ألبرايت قاتل متسلسل من الولايات المتحدة الأمريكية.
- 10 أغسطس – دويل برونسون
- 11 أغسطس – جيري فالويل[57]
- 15 أغسطس – ستانلي ملغرام[58]
- 16 أغسطس – جولي نيومار ممثلة أمريكية.[59]
- 16 أغسطس – ستوارت روزا رائد فضاء أمريكي.[60]
- 17 أغسطس – غلين كوربيت ممثل أمريكي.[61]
- 17 أغسطس – كين سيرز لاعب كرة سلة أمريكي.[62]
- 20 أغسطس – جورج ميتشل سياسي أمريكي.[63]
- 20 أغسطس – سيهوجو غرين لاعب كرة سلة أمريكي.
- 22 أغسطس – هارولد غوميز ملاكم من الولايات المتحدة الأمريكية.
- 23 أغسطس – روبرت كيرل كيميائي أمريكي.[64]
- 24 أغسطس – هام ريتشاردسون لاعب كرة مضرب من الولايات المتحدة.
- 25 أغسطس – توم سكيريت ممثل أمريكي.[65]
- 25 أغسطس – واين شورتير[66]
- 29 أغسطس – ديكي هيمريك لاعب كرة سلة أمريكي.

### سبتمبر
- 1 سبتمبر – آن ريتشاردز سياسية أمريكية.[67]
- 1 سبتمبر – كونواي تويتي[68]
- 2 سبتمبر – إد كونلين[69]
- 3 سبتمبر – لورين موشر طبيب نفسي من الولايات المتحدة الأمريكية.[70]
- 4 سبتمبر – ريتشارد إس كاستيلانو ممثل أمريكي.[71]
- 12 سبتمبر – فيل جوردان لاعب كرة سلة أمريكي.
- 15 سبتمبر – هنري دارو[72]
- 17 سبتمبر – بات كراولي[73]
- 18 سبتمبر – جيمي رودجرز[74]
- 18 سبتمبر – روبرت بليك[75]
- 19 سبتمبر – ديفيد ماكالوم[76]
- 21 سبتمبر – كليفورد ألكسندر، الابن محامي من الولايات المتحدة الأمريكية.[77]
- 25 سبتمبر – هوبي براون
- 26 سبتمبر – دونا دوغلاس ممثلة أمريكية.[78]

### أكتوبر
- 18 أكتوبر – اروين جاكوبس
- 22 أكتوبر – دونالد بيترسون رائد فضاء أمريكي.
- 27 أكتوبر – فلويد كريمر عازف بيانو أمريكي.[79]
- 30 أكتوبر – وارث الدين محمد[80]

### نوفمبر
- 1 نوفمبر – ديفي مور ملاكم من الولايات المتحدة الأمريكية.[81]
- 3 نوفمبر – لويس سوليفان واد سياسي أمريكي.[82]
- 5 نوفمبر – هيرب إدلمان[83]
- 10 نوفمبر – رونالد إفانز رائد فضاء أمريكي.[84]
- 14 نوفمبر – جون بالدشويلر كيميائي أمريكي.
- 14 نوفمبر – فريد هايس رائد فضاء أمريكي.[85]
- 15 نوفمبر – غلوريا فوستر ممثلة أمريكية.[86]
- 19 نوفمبر – دونالد جينسبيرج فيزيائي أمريكي.
- 19 نوفمبر – لاري كينغ[87]
- 21 نوفمبر – هنري هارتسفيلد رائد فضاء أمريكي.[88]
- 26 نوفمبر – روبرت جوليت[89]

### ديسمبر
- 4 ديسمبر – ديك ريكيتس
- 4 ديسمبر – روني شافليك لاعب كرة سلة أمريكي.
- 5 ديسمبر – أدولف سيزر ممثل أمريكي.[90]
- 8 ديسمبر – جوني غرين لاعب كرة سلة أمريكي.
- 8 ديسمبر – ليروي آرونز
- 13 ديسمبر – لو أدلر[91]
- 15 ديسمبر – تيم كونواي[92]
- 16 ديسمبر – بيني سوين[93]
- 18 ديسمبر – ألين بارد كيميائي أمريكي.[94]
- 30 ديسمبر – جيسي أرنيلي
- 31 ديسمبر – إدوارد بانكر[95]

## وفيات

### يناير
- 5 يناير – كالفين كوليدج (مواليد 1872) سياسي أمريكي.[96]
- 8 يناير – بينتون ماكميلين (مواليد 1845) سياسي أمريكي.[97]
- 15 يناير – جيسي وودرو ويلسون ساير (مواليد 1887)[98]
- 17 يناير – أورموند ستون (مواليد 1847) عالم فلك أمريكي.[99]
- 17 يناير – لويس كومفورت تيفاني (مواليد 1848)[100]
- 29 يناير – سارة تيزدايل (مواليد 1884) كاتبة وشاعرة أمريكية.[101]

### فبراير
- 14 فبراير – إيرني شاف (مواليد 1908) ملاكم من الولايات المتحدة الأمريكية.
- 18 فبراير – جيمس جاي كوربيت (مواليد 1866)[102]
- 21 فبراير – يوجين جانو هاي (مواليد 1853) سياسي أمريكي.[103]
- 26 فبراير – توماس وات غريغوري (مواليد 1861) محامي أمريكي.[104]

### مارس
- 6 مارس – وليام كورترايت (مواليد 1848) ممثل من الولايات المتحدة الأمريكية.[105]

### مايو
- 26 مايو – جيمي رودجرز (مواليد 1897)[106]
- 28 مايو – جوليا جوردون (مواليد 1878) ممثلة أمريكية.[107]

### يونيو
- 10 يونيو – كالا باشا (مواليد 1879) ممثل من الولايات المتحدة الأمريكية.[108]
- 13 يونيو – أليس إليزابيث دوهرتي (مواليد 1887)
- 29 يونيو – روسكو آرباكل (مواليد 1887)[109]

### يوليو
- 5 يوليو – تشارلز ناثانيل هاسكل (مواليد 1860)[110]
- 11 يوليو – إدوارد ديلون (مواليد 1879)[111]
- 24 يوليو – هنري ستيورات كارتر (مواليد 1855) سياسي أمريكي.[112]

### سبتمبر
- 25 سبتمبر – رنغ لاردنر (مواليد 1885)[113]

### نوفمبر
- 3 نوفمبر – جون بنيامين كندريك (مواليد 1857) سياسي أمريكي.[114]

### ديسمبر
- 16 ديسمبر – روبرت ويليام تشامبرز (مواليد 1865)[115]
- 18 ديسمبر – ماري باركر فوليت (مواليد 1868)[116]